# キネリ
キネリ（ロシア語: Кинель、ラテン文字転写：Kinel）はロシア連邦南部サマラ州の都市。州都サマーラの東約41kmにある。人口は35,675人（2018年全ロシア国勢調査）。

## 歴史
1837年に創建された。
1877年にはサマーラ - オレンブルク間に鉄道が建設されるとともにキネリ駅が設置され、交通の要所となった。
1944年に市に昇格した。

## 交通
- ロシア鉄道
  - シベリア鉄道
  - トランス・アラル鉄道